# Ortopedtekniker
En ortopedtekniker tillverkar ortopedtekniska hjälpmedel så som proteser, ortos och skor/inlägg. Ortopedteknikern är specialist på en ortopedteknisk avdelning när det kommer till produktions- och tillverkningsteknik samt materialval. Tillsammans med ortopedingenjören designar och anpassar ortopedteknikern hjälpmedel för att uppfylla den funktion patienten är i behov av samt även ett tillfredsställande utseende på hjälpmedlet.

## Utbildning
Utbildningen till ortopedtekniker ges på distans på Högskolan i Jönköping och är en yrkeshögskoleutbildning på 400 YH-poäng. Ortopedteknikeryrket är ett hantverksyrke som innehåller många varierande uppgifter. Utbildningen till ortopedtekniker lägger därför stor vikt vid praktiska kunskaper och 25 procent av utbildningen är förlagd på arbetsplatser (LIA).